# Psapharochrus histrio
Psapharochrus histrio là một loài bọ cánh cứng trong họ Cerambycidae.